# Upper Norwood

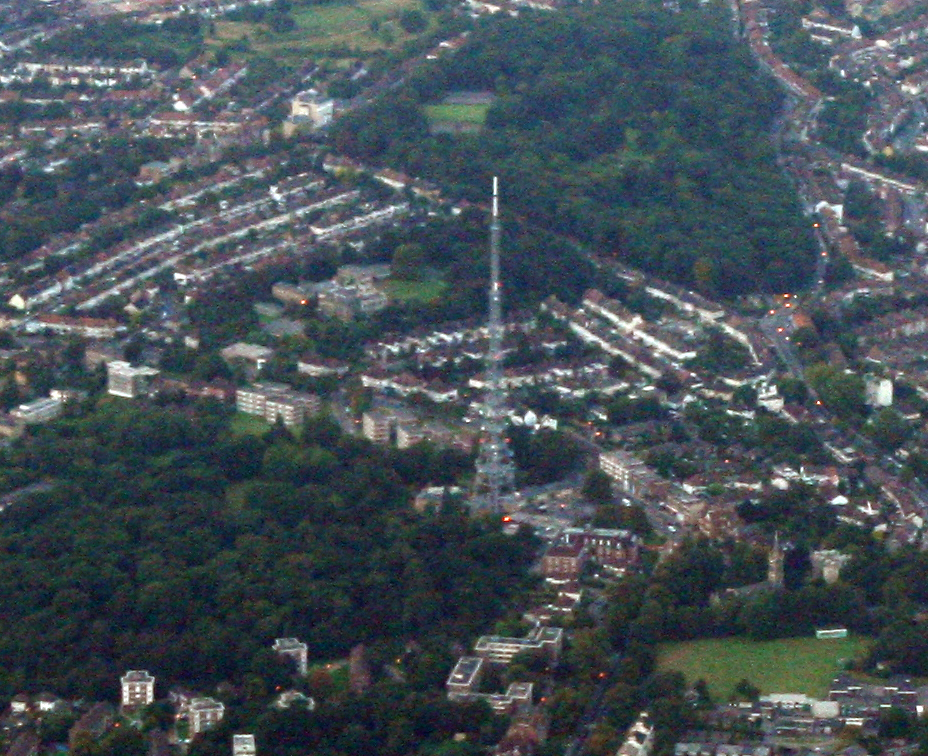
Upper Norwood vu du ciel.

Upper Norwood est un quartier situé au sud-est de Londres, sur les boroughs de Bromley, Croydon, Lambeth, Southwark. Il est localisé au nord de Croydon.